# Lapp Group
Lapp Group — группа компаний, занимающаяся разработкой, производством и реализацией кабельной продукции.

## Компания
Lapp Group является ведущим поставщиком комплексных системных решений в области кабельной и соединительной продукции. Lapp Group производит кабели и провода для различных отраслей промышленности: машиностроение и проектирование, нефтедобывающая, газовая и нефтехимическая, системы автоматизации, вентиляция и кондиционирование, электротехника, измерительная техника и многое другое. Продукция Lapp производится на собственных заводах, которые входят в состав холдинга Lapp Group. В холдинг входит 18 производственных предприятий, 42 дочерние компании и более 100 зарубежных партнеров.

## История
В 1957 году Оскар Лапп изобрёл первый в мире контрольный кабель с цветовой маркировкой жил промышленного производства, который получил название ÖLFLEX® и, вместе с женой, Урсулой Идой Лапп, основал названную в её честь компанию U.I.Lapp KG. В 1959 году чета Лаппов создает политику брендов. Присваивание имен продуктам было абсолютно новой идеей и позволяло существенно выделиться среди конкурентов. Эти бренды используются в Lapp и сегодня.
В 1963 году был основан завод по производству кабеля Lapp Kabelwerke GmbH на Галилейштрассе. Завод производил кабельно-проводниковую продукцию по индивидуальным требованиям заказчиков. В 1963 году Оскар Лапп основал компанию Contact GmbH для производства прямоугольных электрических соединителей. В 1979 году был основан первый иностранный филиал компании Lapp — Ölflex Inc. USA. Этот ранний выход на международный рынок был нетипичен для немецкого малого и среднего бизнеса.
Сегодня Lapp Group имеет несколько подразделений и предприятий в США, Канаде, Мексике и Бразилии.
В 1983 году представитель уже второго поколения семьи, Зигберт Лапп, основывает другую компанию «S» Glaskabel GmbH, которая позднее была переименована в Lapp Kabelsysteme GmbH и далее уже в Lapp System GmbH. По всему миру Lapp Systems предлагает комплексные кабельные системы, спиральные кабели, системы энергоснабжения и специальные решения по индивидуальным заказам клиентов.
25 апреля 1987 от сердечной недостаточности умер Оскар Лапп.
После его смерти жена Оскара Лапп, Урсула Ида, и их сыновья, Андреас и Зигберт, взяли на себя управление компанией. Новым поколением были взяты за основы идеалы и идеи отца. Такая показательная преемственность в стиле управления принесла компании еще больший успех. Компания росла как в своей стране, так за её пределами.
В период с 1995 по 2005 год количество иностранных филиалов компании постоянно увеличивалось. Компания вышла на главные международные рынки Азии, Европы и Америки.
Период с 2007 по 2008 года также отметился ростом и расширением компании.
В США дистрибьюторская компания K.L. Tannehill Inc. стала Lapp Tannehill Inc., её главный офис расположен в Савидже, штат Миннесота. В индийском Бангалоре компания основала Lapp Center Asia. В Сибири открылся Квалификационный Центр в политехническом университете, г. Томск, там же находится лаборатория и стенды с образцами продукции.
В 2021 году в возрасте 90 лет умерла основательница компании, Урсула Ида Лапп. По состоянию на 2023 год председателем правления является Матиас Лапп, старший внук Оскара и Урсулы Иды Лапп.